# João Batista Rosa
João Batista Rosa (Estiva, 29 de janeiro de 1933) é um advogado e político brasileiro do estado de Minas Gerais. Foi deputado federal entre 1991 e 1993, membro da Assembleia Legislativa de Minas Gerais de 1983 e 1991 e prefeito de Pouso Alegre por dois mandatos.

## Início de vida e formação
João Batista Rosa nasceu em Estiva, na época ainda um distrito de Pouso Alegre. Filho de Benedito José da Rosa e de Belisária Custódio Rosa, completou os estudos secundários no Colégio São José, em Pouso Alegre. Formou-se em Direito na Pontifícia Universidade Católica de São Paulo. Em 1963, casou-se em São Paulo com a professora Magui Maria Pascoal.

## Carreira política
Teve uma primeira passagem pela política em Estiva, quando, filiado à UDN, elegeu-se vereador, em outubro de 1958. Tomou posse em janeiro do ano seguinte e permaneceu no cargo até o fim do mandato, em 1963. Durante todo o período, ocupou a presidência da Câmara deste município.
Permaneceu na UDN até o fim do pluripartidarismo — em 1965, por força do AI-2 —, ocasião em que aderiu à ARENA. Pelos próximos anos, exerceu a advocacia e também foi professor da Faculdade de Direito do Sul de Minas.
Em 1976, retornou definitivamente à política, iniciando uma sequência quase ininterrupta de passagens por cargos eletivos durante os 20 anos seguintes. Candidatou-se a prefeito de Pouso Alegre na eleição de 15 novembro, vencendo na cidade pela primeira vez.
A legislação eleitoral em vigor no período permitia que um partido tivesse mais de um candidato a prefeito na mesma eleição, o que foi o caso de Pouso Alegre. Na ocasião, Rosa disputava o cargo com o também arenista Rômulo Coelho, porém representava uma candidatura mais próxima da oposição à então administração municipal. Por isso, obteve o apoio até mesmo do MDB, que não apresentou candidato a chefe do poder executivo municipal naquela oportunidade.

### Primeiro mandato como prefeito
Pouco mais de dois meses depois, assumiu o cargo em 31 de janeiro de 1977. Já no primeiro ano de mandato, é concluída a obra de construção do novo prédio do Hospital Samuel Libânio e, em 1978, é inaugurado o fornecimento de energia elétrica para o distrito de São José do Pantano.
Em 1980, são iniciadas as obras de desvio e retilinização do Rio Mandu, na altura do bairro São Geraldo, para a posterior construção da Avenida Perimetral. A inauguração da via, no entanto, ocorreu apenas em 1984, já durante a segunda passagem de Simão Pedro Toledo pela prefeitura.
Com o fim do bipartidarismo, em 21 de novembro de 1979, filiou-se ao PDS, partido que reuniu a maior parte dos antigos membros da ARENA e foi fundado em janeiro de 1980. Tornou-se delegado em Pouso Alegre da nova agremiação, em 1981.
Em 15 de maio de 1982, renuncia ao cargo para concorrer a uma vaga na Assembleia Legislativa de Minas Gerais. Em seu lugar, assumiu o presidente da Câmara Cândido de Souza, já que o vice-prefeito Adiel Nunes Rosa também havia renunciado.

### Passagem pela Assembleia Legislativa
Nas eleições de 15 de novembro de 1982, foi eleito deputado estadual com 25.928 votos. Assumiu o cargo no ano seguinte, fazendo parte da 10ª legislatura, tornando-se um dos vice-líderes da bancada do PDS. Deixou o partido durante o primeiro mandato, indo inicialmente para o PFL, mas em seguida aderiu ao PMDB.
Como membro desse partido, concorreu ao segundo mandato em 15 de novembro de 1986 e foi reeleito com 35.091 votos. Assumiu a vaga na 11ª legislatura em fevereiro do ano seguinte e durante o novo período no poder legislativo mineiro, foi presidente  das comissões de Constituição e Justiça e de Direitos e Garantias Fundamentais. Também fez parte como membro titular da Comissão de Assuntos da Superintendência do Desenvolvimento do Nordeste (Sudene) e Estímulos Fiscais e da Comissão Constitucional Participou igualmente da comissão formada para a elaboração da nova Constituição de Minas Gerais, promulgada em 1989 e da qual é um dos signatários.

### Membro do Congresso Nacional
Disputou nas eleições de 3 de outubro de 1990 uma vaga na Câmara dos Deputados e foi eleito com 28.714 votos. Assumiu o cargo de deputado federal em fevereiro de 1991 e, durante o mandato, foi titular da Comissão de Constituição e Justiça e de Redação e um dos vice-líderes do PMDB. Participou da sessão que afastou o então presidente Fernando Collor, em 29 de setembro de 1992, ocasião em que votou pela abertura do processo de impeachment. A essa altura, já havia mudado de partido e estava filiado ao PFL.
Quatro dias depois, disputou e venceu a eleição municipal em Pouso Alegre. Na ocasião, recebeu 47,49% (18.529) dos votos válidos em uma disputa contra Enéas Chiarini, que teve 44,20% (17.245), além de Cláudio Afonso Pereira, que teve uma votação de 7,29% (2.845) e Marçal Etiene Arreguy, que obteve a preferência de 1,01% (396) dos eleitores. João Batista Rosa renunciou ao mandato de deputado federal em 1° de janeiro de 1993.

### Segundo mandato como prefeito
No mesmo dia, assumiu seu último mandato como prefeito. Em seu segundo ano no cargo, no dia 10 de setembro, o Conservatório Estadual de Música Juscelino Kubitschek de Oliveira — fechado desde 1987, devido a um incêndio que destruiu o prédio — foi reinaugurado após passar por obras de reconstrução.
 

Ainda em 1994, foi instalada a torre de telefonia celular do Jardim Esplanada e uma unidade do SENAI foi entregue ao público no bairro São Geraldo. Após o fim do último período na chefia do Poder Executivo pouso-alegrense, não ocupou mais cargos eletivos.